# Российская ассоциация эксплуатантов воздушного транспорта
Российская ассоциация эксплуатантов воздушного транспорта (АЭВТ) — организация, объединяющая авиаперевозчиков России.
Полное наименование на русском языке: Некоммерческая организация "Российская ассоциация эксплуатантов воздушного транспорта".
Полное наименование на английском языке: Non-profit organization "Russian Airtransport Operators Association"
Основной целью Ассоциации является консолидация и координация деятельности авиаперевозчиков, защита их интересов, выработка и реализация согласованной политики и стратегии в области воздушного транспорта.

## История
Российская ассоциация эксплуатантов воздушного транспорта была основана 1991 года. Организация объединяла авиапредприятия и организация гражданской авиации СССР.
В 1998 году в работе Российской ассоциации эксплуатантов воздушного транспорта принимало участие 125 авиакомпаний, авиапредприятий и организации России. Из них 53 организации были её действительными членами.
Организация является некоммерческой. По состоянию на 16 мая 2017 года в неё входит 24 авиакомпании России, обеспечивающих около 80 % объема перевозок в стране.
АЭВТ не является вышестоящим органом по отношению к входящим в ее состав участникам и не вмешивается в их производственную и хозяйственную деятельность.
Задачами ассоциации является объединение усилий авиаперевозчиков для реализации общей политики в сфере гражданской авиации страны, выдача рекомендаций по вопросам деятельности воздушного транспорта, взаимодействие с Федеральной авиационной службой России, предоставление консалтинговых услуг; работа с авиационной наукой; информационное обеспечение.
Члены АЭВТ проводят экспертизу нормативно-правовых документов, подготовленных Минтрансом России. В АЭВТ также работает ряд комитетов, работающих по каждому направлению деятельности гражданской авиации: аэропортовой, технической и летной. Президентом ассоциации с мая 2014 года является Владимир Тасун.
Российская ассоциация эксплуатантов воздушного транспорта вместе с заинтересованными фирмами издает журнал «Авиакомпания» и бюллетень «Авиационный рынок».

## Структура
В АЭВТ также существует ряд комитетов, работающих по направлению деятельности гражданской авиации: аэропортовой, технической и лëтной. Всего в организации действуют 12 комитетов и советов.

## Руководство
Президент ассоциации с мая 2014 года — Владимир Николаевич Тасун.
В 2000-е годы президентом ассоциации был Чибирев Евгений Евгеньевич.

## Деятельность
В качестве примера приведена деятельность АЭВТ за 2022 год
В 2022 году АЭВТ было подготовлено 241 экспертное заключение по законопроектам и проектам нормативных правовых актов , из них: 
• 31 заключение по проектам Федеральных законов и проектам постановлений Правительство Российской Федерации; 
• 55 заключений по проектам приказов Минтранса России, ФАВТ и других органов исполнительной власти; 
• 104 заключения по запросам от государственных структур; 
• 51 обращение в Правительство Российской Федерации, министерства и ведомства Российской Федерации с инициативой внесения изменений в законодательные акты.
За 2022 год Дирекцией АЭВТ было подготовлено 319 писем в органы исполнительной власти и другие организации.
Членам АЭВТ было направлено 458 запросов и писем различного характера.